# الرويضة (المهد)
الرويضة، قرية من قرى محافظة المهد، والتابعة لمنطقة المدينة المنورة في السعودية. تقع في جنوب شرق المدينة المنورة، وتبعد عنها بمسافة تقارب ( ) كيلو متر، وعن مهد الذهب بمسافة تقارب ( 70) كيلو متر.

## مركز الرويضة
مركز الرويضة: هو من مراكز فئة (ب)
الموقعيقع المركز في الجزء (الجنوبي) من محافظة المهد .
المساحةتبلغ مساحة المركز ( )، وتمثل ( )% من مساحة المحافظة، ويأتي في المرتبة ( )
السكانيبلغ تعداد السكان (2000 ) نسمة، ويأتي في المرتبة ( ).
بعد المركز عن المحافظةيقع المركز على بعد (70 كم) من المحافظة، والطريق المؤدي إليها إسفلتي، ويعتبر المركز في المرتبة ( ) من حيث القرب من مقر المحافظة.